# ヴィネグレットソース

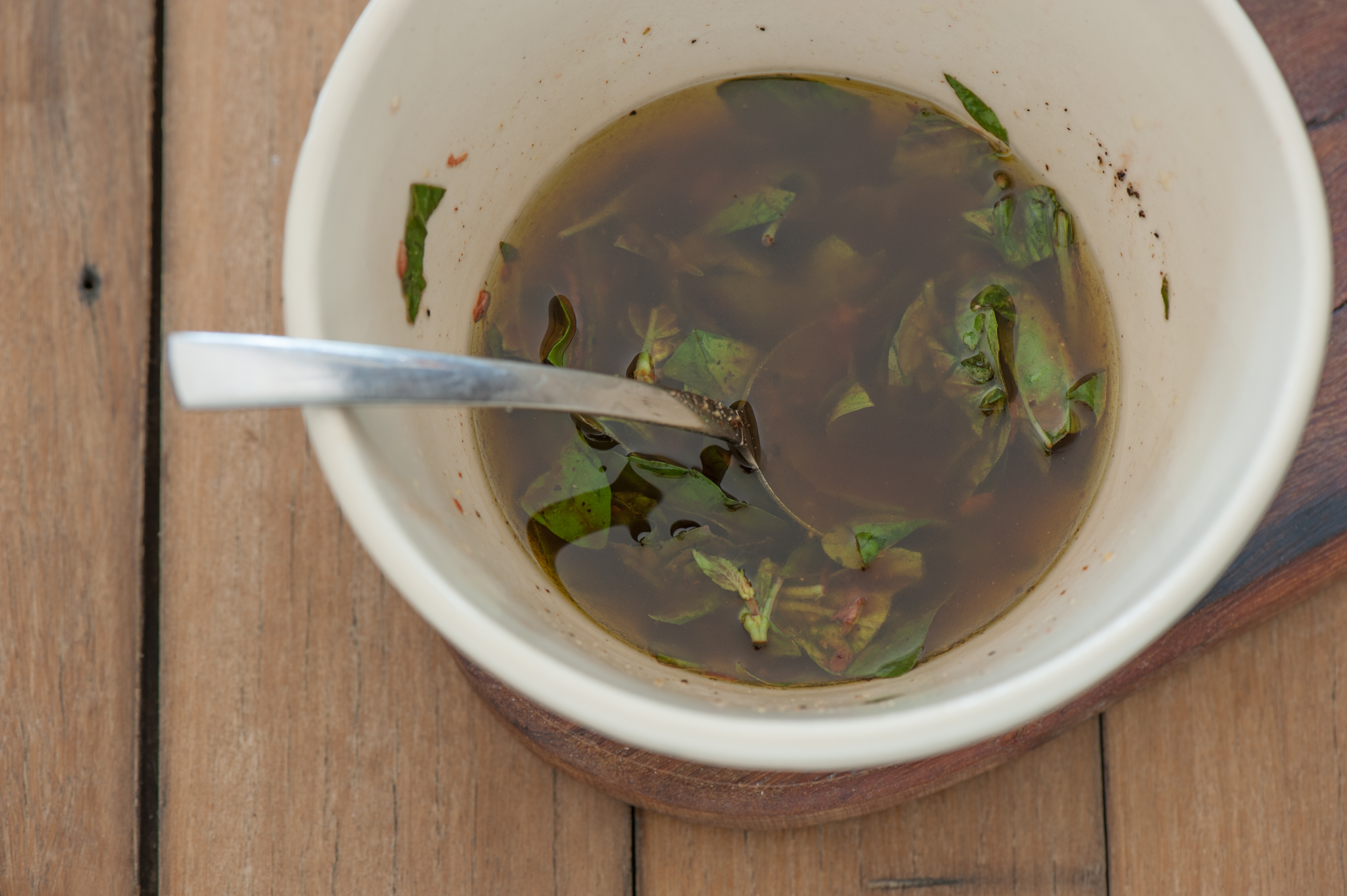
ヴィネグレットソース

ヴィネグレットソース（フランス語: sauce vinaigrette, vinaigrette）とは、冷たいソースの一種でサラダに使われることが多い。

## 概要
フランス料理における最も基本的なサラダドレッシングなので、フレンチドレッシングとも呼ばれることもある。酢とサラダ油を1:3の割合でよく混ぜ、塩・胡椒で調味したもの。酢の代わりにレモン汁を用いても美味である。ただし、酢を使うソースなので、作る際はアルミ製のボウルは使わない。
乳化ソースの一種だが、マヨネーズなどよりも流動性が高く、とろみや安定性はあまり重視されない。表面積の広い葉物野菜に和える調理法に向いている。野菜を洗った時に残った水気が、ソースを分離させる原因となるので、しっかり水気を切ってから和えると、美味しく仕上がる。
アメリカ合衆国で生まれた「フレンチドレッシング」（French dressing）は、ヴィネグレットに砂糖またはケチャップを混ぜたものであり、フランスでは見られない。

## 様々なバリエーション
このソースに色々な食材を加えて、風味のバリエーションを楽しむことができる。
ソース・ヴィネグレット・レフォール（sauce vinaigrette raifort）
すりおろしたホースラディッシュ（セイヨウワサビ）を加えたソース。
ソース・ヴィネグレット・トマート（sauce vinaigrette tomate）
裏ごししたトマトを加えたソース。
ソース・ヴィネグレット・ジャンジャンブル（sauce vinaigrette gingembre）
すりおろしたショウガを加えたソース。